# Stanislav Šimin
Stanislav Simin est un joueur serbe de volley-ball né le 4 octobre 1986 à Novi Sad. Il mesure 2,08 m et joue central.

## Clubs
| Club                    | De        | À         |
| ----------------------- | --------- | --------- |
| Vojvodina Novi Sad      |           | 2005-2006 |
| FL Saint-Quentin        | 2006-2007 | 2007-2008 |
| Avignon Volley-Ball     | 2008-2009 | 2008-2009 |
| GFCO Ajaccio            | 2009-2010 | 2011-2012 |
| Tours Volley-Ball       | 2012-2013 | 2012-2013 |
| Tourcoing LM            | 2013-2014 | 2014-2015 |
| Chaumont Volley-Ball 52 | 2015-2016 | 2015-2016 |
| Club Alès CVB           | 2016-2017 | 2016-2017 |
| AMSL Fréjus             | 2017-2018 | 2018-2019 |
| Martigues VB            | 2019-2020 | 2019-2020 |
| Beauvais OUC            | 2020-2021 | ...       |

## Palmarès
- Championnat de France (1)
  - Vainqueur : 2013
- Coupe de France (1)
  - Vainqueur : 2013
- Supercoupe de France (1)
  - Vainqueur : 2012
- Championnat de Serbie-et-Monténégro
  - Finaliste : 2006